# San Jose (Negros Oriental)
San Jose és un municipi de la província de Negros Oriental, a la regió filipina de les Visayas Centrals. Segons les dades del cens de l'any 2007 té una població de 17.250 habitants distribuïts en una superfície de 54,46 km².

## Divisió administrativa
San Jose està políticament subdividit en 13 barangays.
| - Basak - Basiao - Cambaloctot - Cancawas - Janayjanay | - Jilocon - Naiba - Poblacion - San Roque | - Sto. Niño - Sra. Ascion (Calo) - Siapo - Tampi |